# Evans vs. Berkeley
Evans vs. Berkeley est une affaire judiciaire qui a confirmé le droit des entités gouvernementales en Californie à refuser leur soutien à des organismes sans but lucratif qui pratiquent la discrimination sur la base de l'orientation sexuelle et de la religion.

## Contexte
Les Scouts Marins (Sea Scouts) sont une organisation de jeunesse sur le thème nautique, qui fait partie de Boy Scouts of America. Boy Scouts of America a des politiques interdisant aux gays et aux athées de participer à leur organisation, et ces politiques s'appliquent également aux unités de Sea Scouts.
Depuis plus de 50 ans, la ville de Berkeley (Californie) a permis aux Scouts Marins l'utilisation gratuite d'un quai dans la marina de la ville.

## Historique
En 1997, la ville a adopté une résolution exigeant que, pour obtenir la libre utilisation de la marina, des organisations à but non lucratif doivent démontrer à travers "l'adhésion à des politiques et à des pratiques" que, la diversité culturelle et ethnique soit garantie et que l'accès à la marina « ne puisse pas être fondée sur l'appartenance à une race, une couleur de peau, une religion, [...], l'âge, le sexe, et l'orientation sexuelle ».
Sur la base des règles scoutes de Boy Scouts of America consistant à exclure les gays et les athées de toute participation au sein de son organisation, la ville de Berkeley a décidé que la subvention aux Scouts Marins violait la résolution. En conséquence, la ville a mis fin au régime d'utilisation libre de la marina, et a commencé à facturer aux Scouts Marins le loyer standard, de 500 dollars américains par mois, correspondant aux espaces couchettes qu'ils utilisent.

## Réactions
En réponse, un membre des Scouts marins, Eugene Evans, et treize autres membres des Scouts Marins, ont poursuivi la ville de Berkeley. Ils alléguaient que les actions de la ville violait leur liberté d'expression et la liberté d'association.
Un tribunal de première instance s'est prononcée contre les Scouts Marins, jugeant que "Berkeley n'avait pas « tenté de museler toute personne, ou de force, les Scouts Marins, ou de rompre leur association avec Boy Scouts of America, mais n'avait fait que conditionner une subvention de la ville sur le respect des principes de non-discrimination ».

## Conclusion du procès
En mars 2006, la Cour suprême de Californie, à l'unanimité, a confirmé les décisions des juridictions inférieures et a condamné les Scouts Marins.
En juillet 2006, un recours est lancé auprès de la Cour suprême des États-Unis. Le 16 octobre 2006, la Cour suprême a rejeté l'appel.